# Filosofie kandidat
Filosofie kandidat (förkortat fil.kand., fil. kand. eller FK; latin: artium baccalaureus eller baccalaureus artium, förkortat A.B. eller, särskilt i engelskspråkig text, B.A.) är en akademisk titel som kan användas av den som avlagt kandidatexamen vid högskola eller universitet efter studier inom den (förutvarande) filosofiska fakulteten, det vill säga humanistisk, samhällsvetenskaplig och matematisk-naturvetenskaplig fakultet.

## Examensfordringar för filosofie kandidatexamen

### Sverige
En filosofie kandidatexamen kan avläggas efter högskolestudier om minst 180 högskolepoäng (120 akademiska poäng) varav minst 90 högskolepoäng (60 gamla akademiska poäng) i ett huvudämne. Vid vissa lärosäten krävs även ett minsta antal poäng i ett särskilt angivet biämne. Inom vissa utbildningar vid vissa lärosäten krävs mer än 90 poäng inom huvudämnet. Studier inom japanska vid Stockholms universitet kräver till exempel 180 poäng inom huvudämnet. Enligt tidigare ordning krävdes sex betyg, även det motsvarande ca 3 års studier men då utan särskilt krav på fördjupning inom ett huvudämne.
En kandidatexamen ska omfatta ett självständigt arbete om minst 15 högskolepoäng, vilket vanligen utförs som en akademisk uppsats. Normalt sker detta inom ramen för huvudämnets C-kurs, varför kandidatuppsats och C-uppsats ofta uppfattas som synonymer.
Den som avlagt en filosofie kandidatexamen kan, efter fortsatta studier på avancerad nivå, ansöka om filosofie magister- och filosofie masterexamen.

## Kandidatexamens utveckling och internationalisering
Historiskt har examen från filosofisk fakultet varit grundläggande för att kunna studera vidare inom andra ämnen såsom juridik, teologi och medicin. I Sverige försvann den sista resten av detta 1955 genom avskaffandet av teologisk-filosofisk examen. I vissa länder är emellertid detta system fortfarande vanligt förekommande, exempelvis syns det i USA:s så kallade liberal arts colleges.
I engelsktalande länder motsvaras filosofie kandidatexamen idag av termen Bachelor of Arts (BA‚ ibland skrivet B. A. eller B.A.) eller Bachelor of Science (BS‚ ibland skrivet B. S. eller B.S.), som vanligtvis avläggs efter tre eller (i Irland, Skottland, Kanada och USA) fyra års heltidsstudier. Det finns en viss skillnad mellan dessa två examina. En Bachelor of Arts kräver vanligtvis fler kurser inom humaniora medan en Bachelor of Science kräver fler kurser kopplat till naturvetenskap och matematik.
Till följd av det svenska deltagandet i Bolognaprocessen fattades våren 2006 ett riksdagsbeslut som medför förändringar för vissa andra examina från och med 1 juli 2007. För kandidatexamen har en ny examensbeskrivning införts där kunskapskraven för kandidatexamen framgår. Kandidatexamen är placerad på grundnivå.